# Micromia curvimacula
Micromia curvimacula är en fjärilsart som beskrevs av W. Warren 1907. Micromia curvimacula ingår i släktet Micromia och familjen mätare. Inga underarter finns listade i Catalogue of Life.